# Canal 11 (Salta)
El Canal 11 de Salta, estilizado como elonce TV, anteriormente conocido como Telefe Salta, es un canal de televisión abierta argentino afiliada a Telefe que transmite desde la ciudad de Salta. El canal se llega a ver en parte de la Provincia de Salta a través de repetidoras. Es operado por el Grupo Televisión Litoral.

## Historia
El 9 de diciembre de 1963, mediante el Decreto 1337, el Poder Ejecutivo Nacional adjudicó a la empresa Compañía de Radio y Televisión S.A. (en ese entonces en proceso de formación y conformada por 15 personas) una licencia para explotar la frecuencia del Canal 11 de la ciudad de Salta, capital de la provincia homónima.
La licencia inició sus transmisiones regulares el 1 de abril de 1966 como LW 82 TV Canal 11 de Salta.
El 31 de agosto de 1973, mediante el Decreto 980, el Poder Ejecutivo Nacional autorizó el ingreso a Compañía de Radio y Televisión (licenciataria de Canal 11) de 44 personas.
El 1 de mayo de 1980, Canal 11 empezó a emitir su programación en color. El 1 de diciembre de ese mismo año, se inauguró la repetidora del canal en Rosario de la Frontera, mientras que el 1 de marzo de 1981 inició sus transmisiones la retransmisora ubicada en Tartagal.
El 14 de enero de 1983, mediante el Decreto 108, el Poder Ejecutivo Nacional autorizó el ingreso a Compañía de Radio y Televisión (licenciataria de Canal 11) de Alejandro Pablo Patrón Costas y Margarita Gómez Rincón de Lecuona de Prat; sin embargo se renovó la licencia conferida.
El 11 de noviembre de 1986, mediante el Decreto 2094 (publicado el 16 de febrero de 1987), autorizó el ingreso a la empresa de Martín Patrón Costas, Héctor Cornejo D'Andrea y Horacio Patrón Costas.
El 11 de febrero de 1988, mediante el Decreto 1248 (publicado el 6 de agosto de 1987), autorizó el ingreso a la empresa de Gloria Eusebia Urrestarazu de Cabañillas.
El 21 de septiembre de 1989, el presidente Carlos Menem dispuso por decreto la privatización de los Canales 11 y 13 de la ciudad de Buenos Aires. Una de las empresas que participó en esas licitaciones era la sociedad Televisión Federal S.A. (Telefe), que tuvo en esos momentos como uno de sus principales accionistas a Televisoras Provinciales S.A. (del cual Compañía de Radio y Televisión S.A., la licenciataria de Canal 11 de Salta, era accionista).
La licitación de Canal 11 fue ganada por la empresa Arte Radiotelevisivo Argentino (Artear), propiedad del Grupo Clarín. No obstante, debido a que también había obtenido la licencia de Canal 13, tenía que optar por uno de ellos y decidió quedarse con este último y por lo tanto, el 11 terminó en manos de Televisión Federal. La licencia se hizo efectiva el 15 de enero de 1990.
En abril de 1998, se dio a conocer que Televisoras Provinciales vendió su participación en Televisión Federal a Atlántida Comunicaciones y que 7 de las 10 empresas que lo conformaban (entre ellas Compañía de Radio y Televisión S.A.) aceptaron la oferta presentada por AtCo para quedarse con sus respectivas licencias. (siendo la transacción de esta última completada en septiembre de ese año, pasando todos los canales adquiridos, entre ellos Canal 11, a formar parte del Grupo Telefe). Compañía de Radio y Televisión fue absorbida en 1999 por Compañía de Televisión del Noroeste S.A. (absorbida en 2004 por Televisión Federal). La transferencia de las licencia del once a Telefe fue aprobada el 30 de marzo de 2017, casi 19 años después.
En octubre de 1999, mediante la Resolución 1637, la Secretaría de Comunicaciones autorizó a Canal 11 a realizar pruebas en la Televisión Digital Terrestre bajo la normativa ATSC (normativa que fue dispuesta mediante la Resolución 2357 de 1998). Para ello se le asignó el Canal 10 en la banda de VHF.
El 30 de noviembre de 1999, Constancio Vigil, director general de Atlántida Comunicaciones, dio a conocer que el Grupo Telefónica (que tenía el 30% de la empresa) iba a comprar el 100% de las acciones de Telefe, 7 canales del interior (entre ellos Canal 11) y las radios Continental y FM Hit por aproximadamente U$D 530 millones. La transacción fue aprobada por la Secretaría de Defensa de la Competencia y del Consumidor el 19 de abril de 2000 y completada el 19 de mayo del mismo año.
El 30 de agosto de 2011, la Autoridad Federal de Servicios de Comunicación Audiovisual, mediante la Resolución 1029, autorizó al Canal 11 a realizar pruebas en la Televisión Digital Terrestre bajo el estándar ISDB-T (adoptado en Argentina mediante el Decreto 1148 de 2009). Para ello se le asignó el Canal 39 en la banda de UHF.

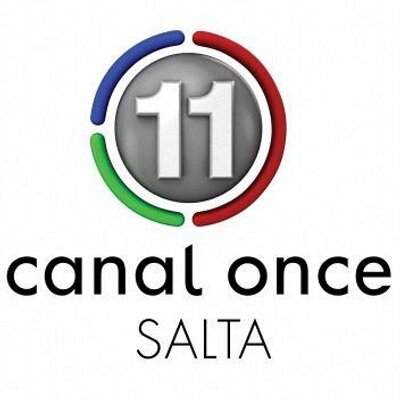
Logo utilizado por Canal 11 entre 2011 y 2018.

El 6 de diciembre de 2012, Telefe presentó su plan de adecuación voluntaria ante la Autoridad Federal de Servicios de Comunicación Audiovisual con el fin de adecuarse a la Ley de Servicios de Comunicación Audiovisual, donde propuso poner en venta los canales 7 de Neuquén y 9 de Bahía Blanca. El plan fue aprobado el 16 de diciembre de 2014 (dos años después), logrando Telefónica retener 7 de los 9 canales que pertenecen al Grupo Telefe (entre ellos, el Canal 11). Sin embargo el 29 de diciembre de 2015, mediante el Decreto 267/2015 (publicado el 4 de enero de 2016), se realizaron cambios a varios artículos de la ley (entre ellos el Artículo 45, que indicaba que el licenciatario no podría cubrir con sus medios de comunicación abiertos más del 35% de la población del país); a raíz de la eliminación del porcentaje límite de cobertura nacional, Telefe ya no tendría obligación de vender los dos canales, pudiendo mantener a los 8 canales del interior en su poder. El 2 de febrero de 2016, el Ente Nacional de Comunicaciones (sucesora de la AFSCA) decidió archivar todos los planes de adecuación (incluyendo el de Telefe); como consecuencia de esto, Telefe ya no tiene obligación de vender ninguno de sus canales de televisión.
El 4 de junio de 2015, la Autoridad Federal de Servicios de Comunicación Audiovisual, mediante la Resolución 381, le asignó a Canal 11 el Canal 20.1 para emitir de forma regular (en formato HD) en la Televisión Digital Terrestre.
El 3 de noviembre de 2016, se anunció que el grupo estadounidense Viacom había llegado a un acuerdo para comprar Telefe y sus canales (incluyendo el 8) por U$D 345 millones. La compra se concretó el 15 de noviembre. El ENACOM aprobó la transferencia de Telefe y sus licencias a Viacom el 30 de marzo de 2017.
El 14 de noviembre de 2018, se dio a conocer que el 21 de noviembre de ese año, a raíz de un cambio estratégico de cara al apagón analógico, los canales del Grupo Telefe en el interior (incluido el 11) iban a reemplazar su identificación comercial basada en la frecuencia analógica de la licencia por la de Telefe. Como consecuencia de este cambio, Canal 11 adoptó el nombre de Telefe Salta.
El 13 de agosto de 2019, CBS Corporation y Viacom anunciaron que llegaron a un acuerdo para fusionar sus respectivas unidades de negocio (incluyendo a Telefe y Canal 11) bajo el paraguas de la primera (que pasaría a llamarse ViacomCBS). La fusión fue completada el 4 de diciembre.
El 17 de noviembre de 2022, Telefe Salta  se convirtió en el octavo y último canal del Grupo Telefe del interior en transmitir oficialmente su programación en HD.
El 29 de septiembre de 2023, se confirmó que el canal fue adquirido por el Grupo Televisión Litoral. Debido a eso, el 30 de septiembre de 2023, previsto en sí para el 2 de octubre, el canal pasó a llamarse elonceTV.

## Programación
Actualmente, parte de la programación del canal consiste en retransmitir los contenidos del Canal 11 de Buenos Aires (cabecera de la cadena Telefe).
La señal también posee programación local, entre los que se destacan Noticiero Once (que es el servicio informativo del canal), Historias y Leyendas (ciclo de documentales, ganador del premio Martín Fierro Federal en el rubro Mejor Programa de Interés General) y Salta es una Canción (programa de música folclórica, declarado de interés por el Senado de la Nación Argentina)

## Noticiero Once

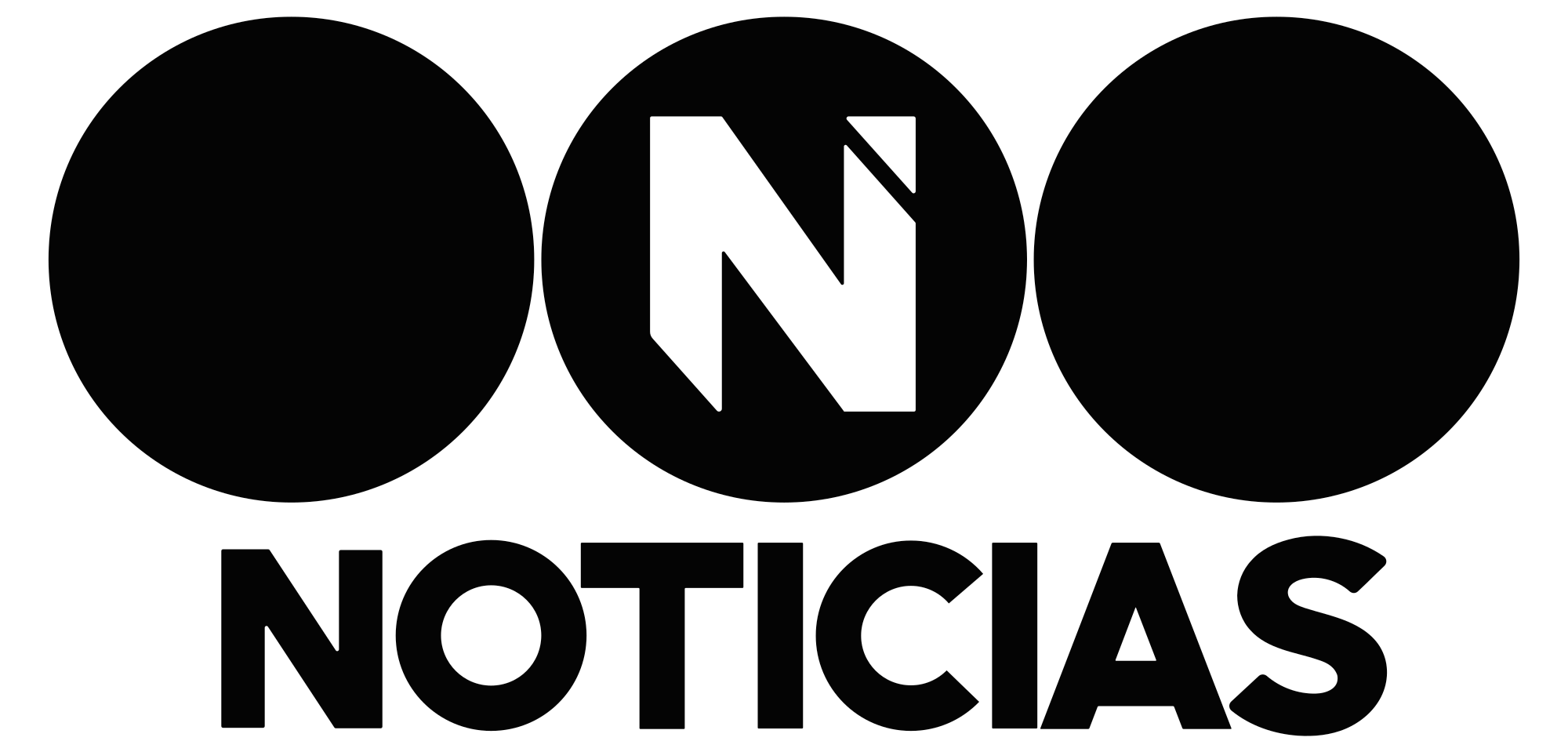
Logo utilizado por Telefe Salta Noticias desde 2017 hasta 2023.

Es la versión local del noticiero porteño Telefe noticias para la Provincia de Salta y el programa más antiguo del canal. Su primera emisión fue el mismo día del inicio de transmisiones del canal, el 1 de abril de 1966, bajo el nombre de El Mundo en la Noticia. Actualmente, posee dos ediciones que se emite de lunes a viernes (a las 13:00 y a a las 20:00). Además, desde el 3 de abril de 2013 emite Salta Directo, la versión salteña del noticiero Buen Telefe.
El 23 de abril de 2019, el servicio informativo del canal cambió su nombre por el de Telefe Noticias Salta; sin embargo, el 6 de agosto de ese mismo año pasó a llamarse Telefe Salta Noticias.
El 2 de octubre de 2023, debido a la venta de Canal 11 a Televisión Litoral, el noticiero pasa a llamarse Noticiero Once.

## Repetidoras
Canal 11 cuenta con 4 repetidoras en la Provincia de Salta.
| Canal | Localización de las repetidoras          |
| 6     | Cerro Cantera/San Ramón de la Nueva Orán |
| 12    | El Tunal                                 |
| 9     | Pozo Verde/Rosario de la Frontera        |
| 5     | Tartagal                                 |